# Calluella yunnanensis
Calluella yunnanensis és una espècie de granota de la família Microhylidae que viu a la Xina, Vietnam i, possiblement també, a Laos i Myanmar.
Està amenaçada d'extinció per la pèrdua del seu hàbitat natural.